# Altötting (stad)
Altötting is een gemeente in de Duitse deelstaat Beieren. Het is de Kreisstadt van de Landkreis Altötting. De stad telt 12.977 inwoners en ligt aan de Mörnbach, die even noordelijker uitmondt in de Inn.
De plaats bestond al in de Romeinse tijd. In de 8e eeuw bezat hertog Tassilo hier een palts en in 880 werd koning Karloman in Altötting begraven.
Altötting is een belangrijk katholiek Mariabedevaartsoord. Ter plaatse wordt de Mariadevotie sterk beleefd. Vele kerkelijke plechtigheden kenmerken dan ook het leven in Altötting, voornamelijk rond de Genadekapel. 

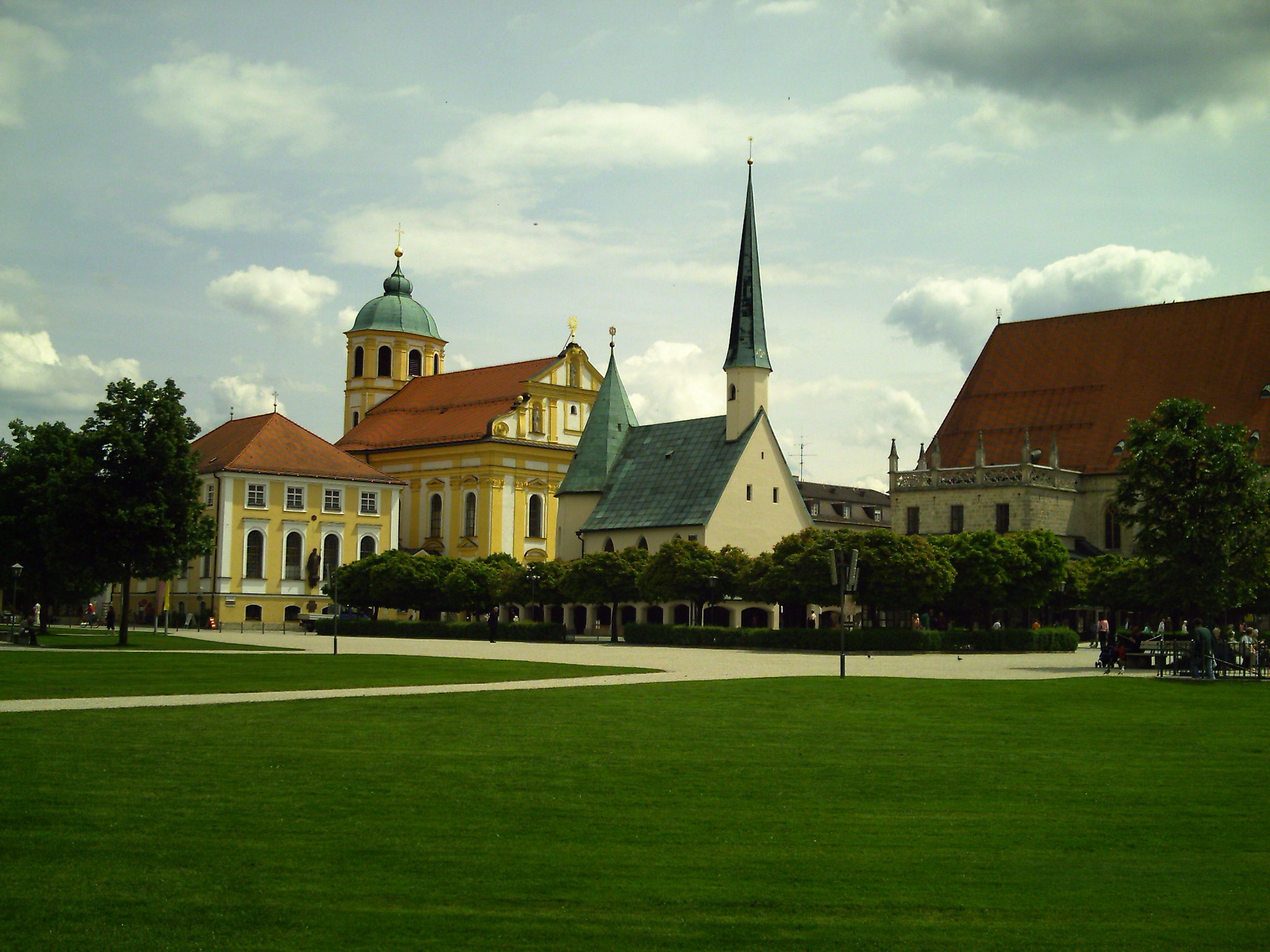
Schrijn van Europa, het religieuze hart van Beieren

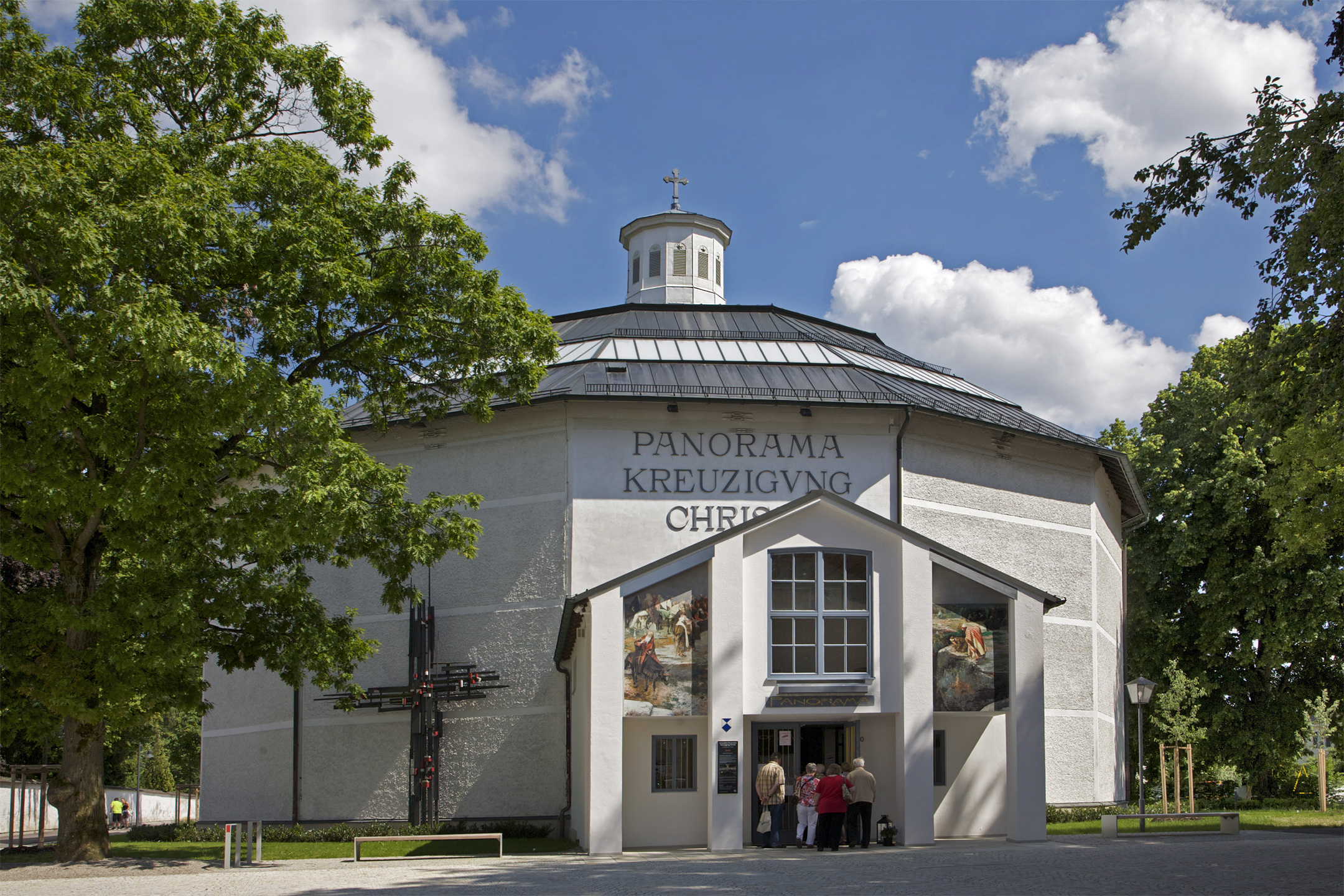
Het Jeruzalem-panorama in Altötting

## Bezienswaardigheden
- Genadekapel
- Sint-Annabasiliek
- Sint-Filippus- en Jacobuskerk
- Jeruzalem-panorama

## Geboren
- Julian Pollersbeck (16 augustus 1994), voetballer

Altötting ·
Burghausen ·
Burgkirchen an der Alz ·
Emmerting ·
Erlbach ·
Feichten an der Alz ·
Garching an der Alz ·
Haiming ·
Halsbach ·
Kastl ·
Kirchweidach ·
Marktl ·
Mehring ·
Neuötting ·
Perach ·
Pleiskirchen ·
Reischach ·
Stammham ·
Teising ·
Töging am Inn ·
Tüßling ·
Tyrlaching ·
Unterneukirchen ·
Winhöring

e